# Höchstädt im Fichtelgebirge
Höchstädt im Fichtelgebirge (ufficialmente: Höchstädt i.Fichtelgebirge) è un comune tedesco situato nel land della Baviera.

## Storia
Il 1º gennaio 1990 il comune, allora denominato «Höchstädt B. Thiersheim», assunse la nuova denominazione di «Höchstädt im Fichtelgebirge».

### Esplicative
1. ↑  Letteralmente «Höchstädt nel Fichtelgebirge».
2. ↑  Abbreviazione di «Höchstädt Bei Thiersheim», letteralmente «Höchstädt presso Thiersheim».

### Bibliografiche
1. ↑  Ente statistico della Baviera - Dati sulla popolazione
2. ↑  (DE) Gebietsänderungen vom 01.01. bis 31.12.1990, su destatis.de.